# Aschisma aethiopicum
Aschisma aethiopicum là một loài rêu trong họ Pottiaceae. Loài này được (Welw. & Duby) Lindb. mô tả khoa học đầu tiên năm 1878.